# 沃恩伯格冰川
沃恩伯格冰川（英語：Vornberger Glacier）是南極洲的冰川，位於瑪麗伯德地，長18公里，流經錫普爾島北部，由美國南極名稱諮詢委員會命名，現時由南極條約體系管理。